# Polistes xanthogaster
Polistes xanthogaster är en getingart som beskrevs av Joseph Charles Bequaert 1940.
Polistes xanthogaster ingår i släktet pappersgetingar och familjen getingar. Utöver nominatformen finns också underarten Polistes xanthogaster willei.